# Eelderwolde
Eelderwolde (53° 11′ N, 6° 33′ L) é uma cidade dos Países Baixos, na província de Drente. Eelderwolde pertence ao município de Tynaarlo, e está situada a 5 km, a sul de Groningen.
A área de Eelderwolde, que também inclui as partes periféricas da cidade, bem como a zona rural circundante, tem uma população estimada em 300 habitantes.